# جایزه ادبی صادق هدایت
جایزهٔ ادبی صادق هدایت، جایزه‌ای است ادبی که سالانه به داستان‌های کوتاه منتشر نشده در زمینه ادبیات داستانی به زبان فارسی در ایران توسط بنیاد صادق هدایت و وبگاه سخن اعطا می‌شود. این مسابقه ادبی تا سال ۱۳۸۵ توسط بنیاد صادق هدایت و وبگاه سخن مشترکاً برگزار می‌شد، ولی از سال ۱۳۸۵ به بعد به تنهایی توسط بنیاد صادق هدایت برگزار می‌شود، طی تفاهمنامه همکاری ادبی مابین بنیاد صادق هدایت با مجله ادبیات متعهد در سال ۱۴۰۲، آثار برندگان در این مجله منتشر می‌شود. چهار نفر به عنوان برندگان نهایی این جایزه انتخاب می‌شوند. فارسی زبانان و نویسندگان به زبان فارسی صرف نظر از ملیت از سراسر جهان، مجاز به شرکت در این مسابقه هستند.

## برندگان
| سال  | برگزیدگان بخش داستان | برگزیدگان بخش داستان | برگزیدگان بخش نقد                                             | برگزیدگان بخش نقد         |
|      | جایزه دوم-دریافت کنندگان لوح تقدیر | جایزه اول-دریافت کنندگان تندیس هدایت                                                                                             | برگزیدگان بخش بررسی کتاب                                      | برگزیدگان بخش مرور کتاب   |
| ---- | --- | --- | ------------------------------------------------------------- | ------------------------- |
| ۱۳۸۱ | آن که شبیه تو نیست نوشته ناتاشا امیری من دانای کل هستم نوشته مصطفی مستور همسایه نوشته امیرحسین خورشیدفر | حالا مگر چه می‌شود؟ نوشته امیررضا بیگدلی دنیپر یخ زده نوشته شیوا کریمی نازبانو نوشته نوشین غریب دوست                              |                                                               |                           |
| ۱۳۸۲ | حیدر نوشته درصدف سلیمانی سنگواره نوشته آذر دخت بهرامی پل نوشته محمدرضا شادگار | تاپ تاپ خمیر نوشته مرضیه ستوده از کانادا اتاقی، خیالی نوشته سودابه اشرفی از آمریکا جزیره‌ای در دل تهران بزرگ نوشته مریم رئیس دانا | علیرضا سیف الدینی بهناز علی پور گسکری مژگان خلیلی سهند عقدایی | فرشته احمدی مهدی عاطف راد |
| ۱۳۸۳ | باز باران اگر می‌بارید نوشته حمیرا قادری | تندیس هدایت به داستان عبور و مرور نوشته امیر تاج الدین ریاضی                                                                     |                                                               |                           |
| ۱۳۸۴ | | تندیس به داستان " استارتگاه " نوشته خلیل رشنوی                                                                                   |                                                               |                           |
| ۱۳۸۵ | | |                                                               |                           |
| ۱۳۸۶ | شیوا رمضانی برای لعنتی فائزه فرهومند تهرانی برای فنجان‌های خالی امیلیا نظری برای آقای سزار غمگین است | این دوره از مسابقه برنده اول نداشت و به کسی تندیس هدایت اهدا نشد                                                                 |                                                               |                           |
| ۱۳۸۷ | نرگس رستمی برای پیر شهلا شهابیان برای درد محمد مهدی ابراهیمی فخاری برای هویت مجهول | غلامحسین دهقان برای مرده کشی |                                                               |                           |
| ۱۳۹۱ | بهرنگ بقائی برای از شبی که بود محمدامین پارسی برای برادرکشی فرامرز پورنوروز برای مرگ دانای کل برنده‌های مدال صادق هدایت امسال: لاله فقیهی برای هرکول احمدتوسلی برای آنکه‌اینجانشسته‌ام‌خودم‌است فرحان نوری برای سرخ‌پوست‌ها نمی‌بازند امین جودکی برای این زن می‌فهمد زهره کیانی برای خواب رابعه اقدامی برای جنگ در زمستان | پیمان برومند برای اسکیزو |                                                               |                           |
| ۱۳۹۲ | حسین یونسی برای خانه‌ها بهاره‌ارشدریاحی برای لیوان یکبارمصرف نیمه‌پر آرش دبستانی برای شِیکِر | مهدی مصطفوی کاشانی برای تلنگر |                                                               |                           |
| ۱۳۹۳ | الهام نظری برای توی اقیانوس قرمز سیاوش قربانی‌پور برای آدم مگر چند بار زندگی می‌کند محسن کچویی برای آسمان سرخ شب | اسماعیل زرعی برای جهنم به انتخاب خودم                                                                                            |                                                               |                           |
| ۱۳۹۴ | نیلوفر انسان برای مادی‌تائو سمیه حمدی برای نازمر محمدرضا نارکی برای اورژانس عروسک‌ها | شهلا رضاسلطانی برای یا حسین |                                                               |                           |
| ۱۳۹۵ | حمیده شفیعی برای تیک‌های تنها سحر رفیع برای آن‌ها مرتضی فرجی برای خاکستر برف | پویا منشی‌زاده برای پل معلق‌ |                                                               |                           |
| ۱۳۹۶ | خورشید رشاد برای روز سبیل هدی قاسمیان برای زومبا معصومه اکبری برای یک دنیا بیست و چهار | عباس باباعلی برای پا بلندی‌های یک قرمساق                                                                                          |                                                               |                           |
| ۱۳۹۷ | آزاده تقی‌آبادی برای فصل دباغی اسب‌های مرده مرتضی امینی‌پور برای سیاه‌گرگ نادیا خوش‌لقا برای آسانسور | هانیه بختیاری برای مَردی که زمین‌خورد                                                                                              |                                                               |                           |
| ۱۳۹۸ | مهسا اسدپور برای تصویر نفر دوم از راست متینه ایقائی برای پوشیده در برگ‌ها راضیه مهدی‌زاده برای زندگی جای دیگری است | دلارام دلنواز برای شاید شانس با من یار شود                                                                                       |                                                               |                           |
| ۱۳۹۹ | محمد علی دستمالی برای دندان حضرت اشرف مرتضی امینی‌پور برای بوشاسپ نشاط داودی برای ثواب | جهانبخش افشار برای سه روایت از یک مشت                                                                                            |                                                               |                           |
| ۱۴۰۰ | محمدمهدی صدرفراتی برای دغدغه چهارم فرهاد شرقی برای مکتوب سیاه شهربانو شکیبامنش برای ابراهیم در آتش | اکرم مولاوردی برای ساعت شماطه دار                                                                                                |                                                               |                           |
| ۱۴۰۱ | سحر رفیع برای شاخ لیلا دارابی برای نفیر یاسمین حسین‌زاده برای دزد عروسک‌ها | سمیرا کوثری برای آخرین پانزده دقیقه حق لمس                                                                                       |                                                               |                           |
| ۱۴۰۲ | رضوان کریمی | جنگ هنوز تمام نشده است! |                                                               |                           |
| ۱۴۰۳ | نرگس باقری | رامین رازق ‌پور برای داستان “آدم‌ها پشت کلمات‌شان پنهان می‌شوند”                                                                     |                                                               |                           |